# Stamboom Amalia van Nassau-Weilburg
| Stamboom Amalia Charlotte Wilhelmina Louise van Nassau-Weilburg (1776-1841) | Stamboom Amalia Charlotte Wilhelmina Louise van Nassau-Weilburg (1776-1841)                          | Stamboom Amalia Charlotte Wilhelmina Louise van Nassau-Weilburg (1776-1841)                          | Stamboom Amalia Charlotte Wilhelmina Louise van Nassau-Weilburg (1776-1841)                                 | Stamboom Amalia Charlotte Wilhelmina Louise van Nassau-Weilburg (1776-1841)                    | Stamboom Amalia Charlotte Wilhelmina Louise van Nassau-Weilburg (1776-1841)                    |                                                                              |
| --------------------------------------------------------------------------- | --- | --- | --- | ---------------------------------------------------------------------------------------------- | ---------------------------------------------------------------------------------------------- | ---------------------------------------------------------------------------- |
| Grootouders                                                                 | Karel August van Nassau-Weilburg (1685-1753) x 1723 Augusta Frederika van Nassau-Idstein (1699-1750) | Karel August van Nassau-Weilburg (1685-1753) x 1723 Augusta Frederika van Nassau-Idstein (1699-1750) | Karel August van Nassau-Weilburg (1685-1753) x 1723 Augusta Frederika van Nassau-Idstein (1699-1750)        | Willem IV van Oranje-Nassau (1711-1751) x 1734 Anna van Hannover (1709-1759)                   | Willem IV van Oranje-Nassau (1711-1751) x 1734 Anna van Hannover (1709-1759)                   | Willem IV van Oranje-Nassau (1711-1751) x 1734 Anna van Hannover (1709-1759) |
| Ouders                                                                      | Karel Christiaan van Nassau-Weilburg (1735-1788) x 1760 Carolina van Oranje-Nassau (1743-1787)       | Karel Christiaan van Nassau-Weilburg (1735-1788) x 1760 Carolina van Oranje-Nassau (1743-1787)       | Karel Christiaan van Nassau-Weilburg (1735-1788) x 1760 Carolina van Oranje-Nassau (1743-1787)              | Karel Christiaan van Nassau-Weilburg (1735-1788) x 1760 Carolina van Oranje-Nassau (1743-1787) | Karel Christiaan van Nassau-Weilburg (1735-1788) x 1760 Carolina van Oranje-Nassau (1743-1787) |                                                                              |
| Amalia Charlotte Wilhelmina Louise van Nassau-Weilburg (1776-1841)          | | | |                                                                                                |                                                                                                |                                                                              |
| Gehuwd met                                                                  | x 1793 Victor II van Anhalt-Bernburg-Schaumburg-Hoym (1767-1812)                                     | x 1793 Victor II van Anhalt-Bernburg-Schaumburg-Hoym (1767-1812)                                     | x 1793 Victor II van Anhalt-Bernburg-Schaumburg-Hoym (1767-1812)                                            | x 1793 Victor II van Anhalt-Bernburg-Schaumburg-Hoym (1767-1812)                               | x 1813 Friedrich von Stein-Liebenstein zu Barchfeld (1777-1849)                                |                                                                              |
| Kinderen                                                                    | Hermine (1797-1817) x 1815 Jozef van Oostenrijk (1776-1847)                                          | Adelheid (1800-1820) x 1817 August van Oldenburg (1783–1853)                                         | Emma (1802-1858) x 1823 George II van Waldeck-Pyrmont (1789-1845)                                           | Ida (1804-1828) x 1823 August van Oldenburg (1783–1853)                                        | -                                                                                              |                                                                              |
| Kleinkinderen                                                               | Hermine Amalie Marie (1817-1842) Stefan Frans Victor (1817-1867)                                     | Amalia Frederika Maria (1818-1875) Elisabeth Maria Frederika (1820-1891)                             | Augusta (1824-1893) Jozef (1825-1829) Hermine (1827-1910) George III Victor (1831-1893) Walraad (1833-1867) | Peter II (1827-1900)                                                                           | -                                                                                              |                                                                              |